# No Judgement
Singles de Niall Horan
Put a Little Love on Me
(2019) Black and White
(2020)
No Judgement est une chanson du chanteur irlandais Niall Horan, sortie le 7 février 2020 sous le label Capitol Records. La chanson apparaît sur l'album Heartbreak Weather.

## Contexte
Niall Horan annonce la sortie du single le 4 février 2020 sur les réseaux sociaux.

## Composition
No Judgement est un hymne pop, sensuel, qui est comparé à la chanson Slow Hands. La chanson est composée en Do dièse mineur avec un rythme de 100 bpm.

## Clip
Le clip est réalisé par Drew Kirsch et sort en même temps que la chanson. Dans le clip, le chanteur apparaît en smoking blanc, chantant tandis qu'un couple de personnes âgés dansent et s'amusent.

## Classements hebdomadaires
| Classement (2020)                       | Meilleure position |
| --------------------------------------- | ------------------ |
| Australie (ARIA Digital Tracks)         | 37                 |
| Belgique (Flandre Ultratop 50 Singles)  | 48                 |
| Belgique (Flandre Ultratop 50 Airplay)  | 36                 |
| Belgique (Wallonie Ultratop 50 Singles) | 51                 |
| Belgique (Wallonie Ultratop 50 Airplay) | 35                 |
| Canada (Hot 100)                        | 100                |
| Canada (Hot AC)                         | 46                 |
| Canada (CHR/Top 40)                     | 38                 |
| Croatie (HRT)                           | 46                 |
| Écosse (OCC)                            | 39                 |
| États-Unis (Hot 100)                    | 97                 |
| États-Unis (Adult Pop Songs)            | 26                 |
| États-Unis (Pop Airplay)                | 30                 |
| États-Unis (Rolling Stone Top 100)      | 83                 |
| Irlande (Irish Singles Chart)           | 6                  |
| Lituanie (AGATA)                        | 67                 |
| Nouvelle-Zélande (RMNZ Hot Singles)     | 11                 |
| Pays-Bas (Nederlandse Top 40)           | 28                 |
| Pays-Bas (Single Top 100)               | 55                 |
| Pays-Bas (Nationale Airplay Top 50)     | 45                 |
| Portugal (AFP)                          | 170                |
| Royaume-Uni (UK Singles Chart)          | 32                 |